# 安北設治局
安北设治局，民國時設置於绥远特别区的設治局，位于今内蒙古自治区乌拉特前旗、中旗一带。

## 历史沿革
民国十四年（1925年）7月，析五原、固阳县及包头设治局地置大佘太设治局，局所驻大佘太（今内蒙古自治區乌拉特前旗东北大佘太镇）。“大佘太”为汉蒙语混合地名，大佘太山顶有个像棋盘一样的石片，蒙语叫“沙特日”（意为“棋盘”），漢語轉音為“佘太”。民国二十年（1931年）6月更名为安北设治局。民国二十七年（1938年）11月，隶属于绥远省第三行政督察区。民国三十一年（1942年）4月，将其未沦陷地区改置为县，是为安北县，治东槐木（今乌拉特前旗新安镇以西的东槐木）。
1950年5月1日，安北县人民政府成立，政府所在地新安镇（又称扒子补隆），所辖范围为乌拉特前旗后山地区、今乌拉特中旗的石哈河、德岭山、乌镇四义堂以东的大半部。乌镇以东德岭山大部地区为安北县三区，称安北县大理乡，乡所在地为现今德岭山镇略偏西南的苗园村。四、五区在大佘太镇，辖石哈河乡、小佘太等五乡。
1954年由绥远省改隶内蒙古自治区。1958年撤销，并入乌拉特前旗。